# Cayo Noreste (La Orchila)
Cayo Noreste  también conocido como Cayo El Dorado es la segunda isla más grande del archipiélago al norte de la Isla La Orchila, al sureste del Mar Caribe, al norte de Venezuela. Administrativamente hace parte de las Dependencias Federales de Venezuela. Se encuentra deshabitada y se localiza en las coordenadas geográficas 11°51′N 56°06′O / 11.850, -56.100 al Noreste de la isla principal de la Orchila, al este de Cayo Agua y Cayo Sal (Noroeste), otras islas del mismo grupo, frente a la Bahía llamado Puerto Orchila. Posee una superficie estimada en 303 hectáreas o 3,03 kilómetros cuadrados.